# Holectypoida
Ordre
Les Holectypoida sont un ordre d'oursins irréguliers à mâchoire. Son contenu est sujet à débat parmi les spécialistes de la classification des espèces.

## Description

Fossile dHolectypus depressus

Les Holectypoida sont des oursins plats vivant enfouis dans le sable, qu'ils filtrent pour se nourrir ; pour ce faire ils sont pourvus d'une lanterne d'Aristote (contrairement à la plupart des Irregularia), incluse dans un péristome central large. Leur disque apical est réduit, l'anus étant situé sur la face orale, derrière la bouche (sauf chez les Pygasterina). Les tubercules sont perforés et crénulés, et les radioles très courtes.
Cet ordre comporte de nombreuses formes fossiles ayant été très abondantes au Crétacé et au Paléocène et réparties dans toutes les mers du globe. Il est apparu au Jurassique (Pliensbachien), et suivant les classifications il a disparu à la fin du Crétacé (Maastrichtien), ou est toujours d'actualité à travers une poignée d'espèces.

## Liste des sous-ordres et familles
Selon World Register of Marine Species (4 décembre 2013) :
- famille Anorthopygidae Wagner & Durham, 1966b †
- famille Coenholectypidae Smith & Wright, 1999 †
- famille Discoididae Lambert, 1900 †
- famille Holectypidae Lambert, 1900 †

Selon ITIS (14 septembre 2013), l'ordre abrite une seule espèce :
- famille Echinoneidae
  - genre Echinoneus
    - espèce Echinoneus cyclostomus

## Publication originale
- (en) P. Martin Duncan, « A Revision of the Genera and great Groups of the Echinoidea », Journal of the Linnean Society of London, Zoology, Londres, Inconnu, vol. 23, nos 141-144,‎ décembre 1889, p. 1-311 (ISSN 0368-2935 et 2378-5314, OCLC 1680906, DOI 10.1111/J.1096-3642.1889.TB01431.X, lire en ligne).